# Daniel Branca
 Daniel Branca (Buenos Aires, 7 december 1951 - aldaar, 28 januari 2005) was een Argentijnse striptekenaar, die met name voor Disney veel strips heeft getekend.

## Biografie
Daniel Branca raakte al op jonge leeftijd geïnteresseerd in strips en begon zijn carrière op 14-jarige leeftijd bij een kindertijdschrift. Op zijn zestiende kreeg hij een baan als assistent-animator bij een adverteringsbureau. Het jaar daarop begon hij ook voor een lokaal televisiestation en enkele educatieve uitgaven te werken.
In 1971 ging hij een samenwerking aan met zijn landgenoot Oscar Fernández. De twee produceerden onder meer een groot aantal strips voor El Clan de Mac Perro, een bijlage van het tijdschrift Billiken. Branca verhuisde in 1976 naar Spanje, waar hij bij Bruguera Publishers samen met Fernández de series ‘Caramelot’ en ‘Sir Bombin’ tekende voor de tijdschriften Zipi y Zape en Gaby, Miliki y Fofito. Van 1977 tot 1982 werkte hij voor Bardon Art agency, die Disneystrips tekende voor de Deense uitgeverij Egmont, toen Gutenberghus geheten. Hij tekende hiervoor verhalen met bijna alle Disneypersonages, maar vooral de Duckfamilie.
In de vroege jaren tachtig vertrok Branca naar Parijs om Kunst te gaan studeren. In 1984 verhuisde hij naar Mallorca en begon daar rechtstreeks voor Egmont te werken, wat hij tot zijn dood in 2005 bleef doen. In 1995 keerde de tekenaar terug naar Buenos Aires, waar hij zijn tekenwerk voor Egmont voortzette met de door hem opgerichte Branca Studio en begon met het maken van olieverfschilderijen. Ook keerde hij weer terug naar het blad Billiken met de serie Montana. Branca heeft in totaal 236 verhalen getekend voor Egmont.
In de begintijd van zijn werk voor Disney leek Branca’s stijl sterk op die van de bekende Disneytekenaar Carl Barks in de jaren 60, maar in de loop van de tijd ontwikkelde hij een eigen, dynamische stijl. Onder zijn leerlingen bij de Branca Studio zijn de Disney-artiesten José Massaroli en Wanda Gattino, die beiden verhalen tekenen voor Egmont.
- Bibsys: 6084883
- Gemeinsame Normdatei: 132335409
- International Standard Name Identifier: 0000 0003 9075 8685
- Library of Congress Control Number: n2018047398
- Nederlandse Thesaurus van Auteursnamen: 285553534
- RKD-Nederlands Instituut voor Kunstgeschiedenis: 332732
- Union List of Artist Names: 500630623
- Virtual International Authority File: 284420463
- WorldCat: E39PBJfrGFmKJ8JMMv9RJrgqcP